# Campionato sudamericano di rugby 2003
Il campionato sudamericano di rugby 2003 (in spagnolo Sudamericano de Rugby 2003; in portoghese Campeonato Sul-Americano de Rugby de 2003) fu il 25º campionato continentale del Sudamerica di rugby a 15.
Si tenne in Uruguay dal 27 aprile al 3 maggio 2003 tra quattro squadre nazionali e fu vinto dall'Argentina per la ventiquattresima volta, tredicesima consecutiva.
La divisione maggiore, il Sudamericano "A", si tenne in Uruguay, a Montevideo e a Canelones, rispettivamente allo stadio Luis Franzini e al Country de los Teros, terreno appartenente alla Federazione rugbistica uruguaiana.
L'Argentina, per l'occasione, schierò la nazionale maggiore in tutti e tre gli incontri come l'anno prima, diretta da Marcelo Loffreda; il capocannoniere del torneo José Núñez Piossek, contro il Paraguay, marcò 9 mete nel quadro di una vittoria per 144-0.
I Pumas vinsero il torneo a punteggio pieno, aggiudicandosi il loro ventiquattresimo titolo; l'Uruguay, una volta vinto l'incontro diretto con il Cile, suo rivale più accreditato per la piazza d'onore, si aggiudicò virtualmente il secondo posto fin dalla prima giornata; giunto a pari punti contro l'Argentina all'ultima giornata fu da questa sconfitta 0-32; il Cile fu terzo e il Paraguay, autore in tutto il torneo di una meta trasformata a fronte di 299 punti incassati, fu ultimo e retrocedette nella divisione inferiore.
Nel gruppo B, che si tenne a Bogotà, in Colombia, fu invece a sorpresa il Venezuela, classificatosi ultimo l'anno precedente, a vincere il torneo e a guadagnare la promozione nel Sudamericano "A" del 2004.
Il valore delle marcature, come stabilito dall’IRFB nel 1992, era: 5 punti per ciascuna meta (7 se trasformata), 3 punti per la realizzazione di ciascun calcio piazzato, idem per il drop.
Ai fini della classifica, invece, per ogni incontro erano in palio tre punti per la vittoria, due per il pareggio, uno per la sconfitta in campo e zero per la sconfitta per forfait.

## Squadre partecipanti
| Sudamericano “A” | Sudamericano “B” |
| ---------------- | ---------------- |
| Argentina        | Brasile          |
| Cile             | Colombia         |
| Paraguay         | Perù             |
| Uruguay          | Venezuela        |

## Spareggio Sudamericano “A”
Preliminarmente allo svolgimento del torneo si dovette disputare uno spareggio tra il Paraguay, ultimo classificato del Sudamericano "A" 2002, e il Brasile, vincitore dell'edizione "B" della stessa annata; esso si tenne in gara unica nella capitale paraguaiana, nel campo di gioco del Club Universitario di Asunción, e vide la vittoria dei locali per 27-16 che così mantennero il posto in divisione "A" mentre il Brasile dovette disputare di nuovo la divisione "B".
| Arbitro: | Martín Rodríguez |

|                               |      |                          |
| Kneup 13’ Salinas 40’, 42’    | mt   | 41’ Machuca 82’ Comoreto |
| Marchissio 25’, 48’, 70’, 75’ | c.p. | 30’ Cunha                |
|                               | drop | 35’ Cunha                |

## Sudamericano "A"

### Incontri
| Arbitro: | Andrés Herbozo |

| |    |  |
| Sambucetti 3’, 49’, 72’ Núñez Piossek 5’, 22’, 27’, 36’, 43’, 51’, 66’, 68’, 74’ Nannini 11’ Senillosa 19’, 30’ Hernández 34’ Albina 38’, 54’ Borges 40’, 56’ Schusterman 41’ Bartolucci 58’ Sporleder 61’, 64’ | mt |  |
| Hernández 19’, 27’ Bustos 34’, 36’, 38’, 49’, 51’, 54’, 61’, 64’, 66’ J. Fernández Miranda 74’ | tr |  |

| Arbitro: | Jean Pablo Spirandelli |

|             |      |              |
| Berruti     | mt   | Onetto       |
|             | tr   | C. González  |
| Aguirre (5) | c.p. | González (2) |

| Arbitro: | Jean Pablo Spirandelli |

|                                                                 |    |        |
| Cardoso (2) I. Conti (2) Gutiérrez (2) Mosquera Pastore tecnica | mt | Sueldo |
| Aguirre (2) Reyes 2                                             | tr | Zárate |

| Arbitro: | Santiago Slinger |

|                                                                               |      |                |
| Senillosa 16’ Borges 25’ Durand 55’ Ostiglia 69’, 71’ Freixas 74’ Nannini 75’ | mt   |                |
| J. Fernández Miranda 25’, 71’, 74’, 75’                                       | tr   |                |
| J. Fernández Miranda 10’                                                      | c.p. | C. González 7’ |
| Senillosa 8’                                                                  | drop |                |

| Arbitro: | Santiago Slinger |

|                                                                                                   |      |  |
| Andrade Deformes Fajardo (2) J. González Infante (3) Jadue Jouannet Palacios Speciali (3) Zolezzi | mt   |  |
| Andrade C González (6) Onetto (4) Zolezzi                                                         | tr   |  |
| Onetto                                                                                            | drop |  |

| Arbitro: | Andrés Herboso |

|  |    |                                                                      |
|  | mt | 1’, 50’ Senillosa 7’ M. Contepomi 8’, 17’ Núñez Piossek 32’ Ostiglia |
|  | tr | 1’ J. Fernández Miranda                                              |

### Classifica
| Pos | Squadra   | G | V | N | P | PF  | PS  | DP   | Pt |
| --- | --------- | - | - | - | - | --- | --- | ---- | -- |
| 1   | Argentina | 3 | 3 | 0 | 0 | 225 | 3   | +222 | 9  |
| 2   | Uruguay   | 3 | 2 | 0 | 1 | 73  | 42  | +31  | 7  |
| 3   | Cile      | 3 | 1 | 0 | 2 | 108 | 69  | +39  | 5  |
| 4   | Paraguay  | 3 | 0 | 0 | 3 | 7   | 299 | −292 | 3  |

## Sudamericano "B"

### Incontri
| Data      | Incontro             | Risultato | Sede   |
| --------- | -------------------- | --------- | ------ |
| 21-9-2003 | Colombia ― Perù      | 22–17     | Bogotà |
| 21-9-2003 | Brasile ― Venezuela  | 26–31     | Bogotá |
| 24-9-2003 | Colombia ― Brasile   | 10–35     | Bogotá |
| 24-9-2003 | Perù ― Venezuela     | 25–24     | Bogotá |
| 27-9-2003 | Colombia ― Venezuela | 22–47     | Bogotá |
| 27-9-2003 | Brasile ― Perù       | 42–0      | Bogotá |

### Classifica
|  | Classifica | G | V | N | P | PF  | PS | P±  | PT |
|  | ---------- | - | - | - | - | --- | -- | --- | -- |
|  | Venezuela  | 3 | 2 | 0 | 1 | 105 | 73 | +39 | 4  |
|  | Brasile    | 3 | 2 | 0 | 1 | 103 | 41 | +62 | 4  |
|  | Colombia   | 3 | 1 | 0 | 2 | 54  | 99 | -45 | 2  |
|  | Perù       | 3 | 1 | 0 | 2 | 42  | 88 | -46 | 2  |